# Владимировка (Ломоносовский район)
Владимировка (фин. Mustaoja) — деревня в Низинском сельском поселении Ломоносовского района Ленинградской области.

## История
В декабре 1852 года, по распоряжению императора Николая I близ Ропшинского шоссе было начато строительство деревни из 8 крестьянских дворов.
1 марта 1853 года Николай I назвал её Владимирово.

ВЛАДИМИРОВО — деревня Петергофского дворцового правления, по просёлочной дороге, число дворов — 8, число душ — 17 м. п. (1856 год)

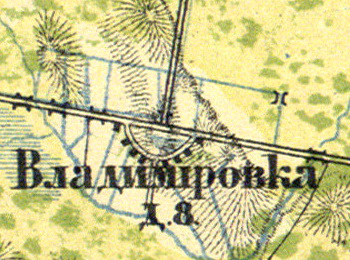
План деревни Владимировка. 1860 год

Согласно «Топографической карте частей Санкт-Петербургской и Выборгской губерний» в 1860 году деревня называлась Владимировка и насчитывала 8 крестьянских дворов.

ВЛАДИМИРОВО — деревня удельная при пруде и колодце, число дворов — 15, число жителей: 23 м. п., 22 ж. п. (1862 год)

В 1885 году деревня называлась Владимирова и также насчитывала 8 дворов.
В конце XIX века деревня входила в состав Ропшинской волости 1-го стана Петергофского уезда Санкт-Петербургской губернии, в начале XX века — 2-го стана. По приходским данным население деревни было исключительно финским.
По данным «Памятной книжки Санкт-Петербургской губернии» за 1905 год деревня называлась Владимирово.
К 1913 году количество дворов в деревне Владимирово увеличилось до 9.
С 1917 по 1920 год деревня входила в состав Владимирского сельсовета Бабигонской волости Петергофского уезда.
С 1921 года в составе Мишинского сельсовета.
С 1922 года в составе Олинского сельсовета Стрельнинской волости.
С 1923 года в составе Мишинского сельсовета Троцкого уезда.
Согласно данным переписи населения СССР 1926 года в деревне Владимирово проживали 88 человек — все финны.
С 1927 года в составе Урицкого района.
С 1928 года в составе Бабигонского сельсовета Ораниенбаумского района.

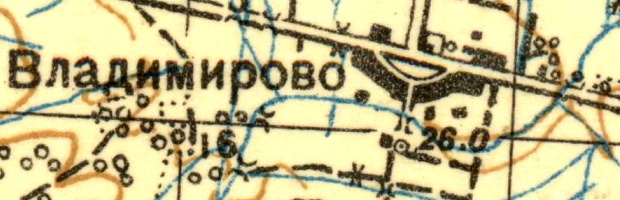
План деревни Владимировка. 1931 год

Согласно топографической карте 1931 года, деревня насчитывала 16 дворов.
По данным 1933 года деревня называлась Владимирово и входила в состав Бабигонского финского национального сельсовета Ораниенбаумского района.
С 1 августа 1941 года по 31 декабря 1943 года деревня находилась в оккупации.
С 1963 года в составе Гатчинского района.
С 1965 года вновь в составе Ломоносовского района. В 1965 году население деревни Владимировка составляло 128 человек.
По данным 1966, 1973 и 1990 годов деревня Владимировка также входила в состав Бабигонского сельсовета.
В 1997 году в деревне Владимировка Бабигонской волости проживали 19 человек, в 2002 году — 32 человека (русские — 87 %), в 2007 году — 37.

## География
Деревня расположена в северо-восточной части района на автодороге 41К-138 (Ропша — Марьино), к востоку от административного центра поселения деревни Низино.
Расстояние до административного центра поселения — 4 км.
Расстояние до ближайшей железнодорожной станции Новый Петергоф — 6 км.

## Демография
| 1862 | 2002 | 2007 | 2010 | 2017 |
| ---- | ---- | ---- | ---- | ---- |
| 45   | ↘32  | ↗37  | ↗53  | ↗90  |

## Улицы
1-й Западный проезд, 2-й Западный проезд, 3-й Западный проезд, 4-й Западный проезд, 5-й Западный проезд, 6-й Западный проезд, 7-й Западный проезд, 8-й Западный проезд, 9-й Западный проезд, Александрийская, Алексеевская, Берёзовая, Восточная, Гвардейская, Героев, Западная, Мира, Михайловская, Надежды, Николаевский переулок, Озёрный переулок, Окружная, Речная, Свободы, Северная, Сергиевская, Фермерский переулок.